# Phrynomedusa bokermanni
Phrynomedusa bokermanni és una espècie de granota que viu al Brasil.